# Jens Svane Boutrup
Jens Svane Boutrup (født 1973 på Rigshospitalet i København) er en dansk teatermand. Han har været teaterchef for Bornholms Teater siden 2008. Før det var han chef for Teater Momentum i Odense 2005-2008. Han trådte sine barnesko som amatørskuespiller og -instruktør ved Nørregadeteatret i Maribo. Han har også arbejdet som sceneinstruktør, oversætter og dramatiker.

## Liv og karriere

### Opvækst
Jens Svane Boutrup er født i 1973 på Rigshospitalet, men voksede op i Holeby på Lolland. Hans forældre flyttede til byen og købte det tidligere mejeri, hvor faren, der arbejdede med elektronik, startede sin egen virksomhed, men moren fik arbejde som lærer. Allerede som 11-årig skoledreng blev han aktivist, da han i frustration over forureningen af to lokale åer, hvor en lokal papirfabrik havde udledt for mange kemikalier, stiftede en miljøforening "Save Nature", som han selv var leder af - dog uden at kunne redde åen, selvom foreningen lokalt vakte pæn opmærksomhed. Jens fortsatte sin aktivist-karriere som et meget aktivt medlem af Holeby Kommunes ungdomsråd, hvor han som 13-årig blev den yngste ungdomsformand i landet. Han kom med i Next Stop Nevada og DSU i Holeby. Da han kom på Maribo Gymnasium, blev han elevrådsformand og arbejdede med skolepolitik på landsplan, hvor gymnasiefolk fra hele landet lærte den unge ildkugle at kende. Efter sin studentereksamen i 1992 blev Jens først landsformand og siden kampagneleder for Operation Dagsværk.

### Teaterinteresse
Teaterinteressen var blevet vakt allerede som lille, da han legede med sin farmors store kostumesamling, der stammede fra hendes tid som kostumedame for et sangkor i Gladsaxe. På Holeby Skole, hvor der var nogle teaterinteresserede lærere, var han lige fra de første skoleår med til at lave en række forestillinger, og i 9. klasse prøvede han, opfordret af sin tysklærer, for første gang at instruere et teaterstykke. I 1991 deltog han som 2.g'er i Maribo Gymnasiums traditionelle musical, der det år var Grease, og det førte til, at han blev headhuntet af Maribo Amatørscene til at medvirke i en anden musical. På det tidspunkt dannede en flok unge mennesker i miljøet omkring amatørscenen med Frank Rubæk i spidsen et nyt amatørteater i Maribo, Nørregadeteatret, og Jens var med i initiativet fra starten og fik lov at spille en række store roller det nye sted, der en del år senere udviklede sig til et professionelt egnsteater. Jens fremhæves sammen med Frank Rubæk som de to kendteste teaterfolk, der er blevet "udklækket" fra den talentfabrik, Nørregadeteatret også var.
I året efter studentereksamen pendlede Jens frem og tilbage mellem sit formandsjob i Operation Dagsværk i København og amatørscenen i Maribo, som han ikke kunne slippe. Teateret udviklede sig efterhånden til hans største passion. I et interview med Kristeligt Dagblad har han senere forklaret sin fascination med ordene: "Vi opførte blandt andet et stykke, der hedder Kvinden i sort. Jeg var solgt, da jeg opdagede, hvor let man kunne påvirke publikum med få midler. Folk blev rædselsslagne, selvom vi kun sad to lollikker på en scene, mens en ukendt dame pludselig kom frem fra scenegulvet. I virkeligheden er teater jo bare en leg, men man oplever sjældent, at publikum ikke accepterer præmissen og køber illusionen. Og det gør teater til noget magisk, fordi man kan lege med folks forestillinger."
Boutrup søgte gentagne gange ind på Statens Teaterskole for at få en uddannelse som professionel skuespiller, men blev afvist tre gange. Undervejs begyndte han at læse  teatervidenskab ved Københavns Universitet, hvor han studerede 1997-2001. Efter den tredje afvisning søgte han i stedet ind på uddannelsen som teaterinstruktør, men blev igen afvist tre gange. Undervejs havde han været en tur i USA på et sommerkursus i teaterinstruktion og var dér blevet opfordret til at søge ind på den amerikanske uddannelse, hvilket han gjorde. Og samme dag, som han fik sit tredje afslag i København, modtog han et positivt svar fra New York. Han tog derfor uddannelsen i sceneinstruktion ved Brooklyn College, City University of New York i 2001-2003. Han fik sin debut som teaterinstruktør i et lillebitte teater ved Broadway, hvor han blandt andet satte sin egen oversættelse af den danske dramatiker Morti Vizkis drama Kains mærke op. Efter samlet fire år i USA og bagefter Canada vendte Boutrup hjem til Danmark, hvor han blev ansat som teaterdirektør på det lille og nystartede Teater Momentum i Odense. Han ledede Momentum fra 2005 til 2008, hvorefter han blev ansat som teaterchef for egnsteatret Bornholms Teater i august 2008.

### Andre aktiviteter
Boutrup har oversat en række teaterstykker, især nordisk dramatik. Som dramatiker har han blandt andet skrevet monologen Grænsesyndrom og børnestykket Prinsesse Leonora.

## Privatliv
Jens Boutrup er gift med Carolina. De har tre børn sammen.

## Priser og legater
Jens Boutrup modtog i 1999 Maribo Kulturlegat (i dag Kulturlegat Lolland), der finansierede hans oprindelige kursus i teaterinstruktion i New York. Han fik i 2002 "Joel Zwick Memorial Scholarship for outstanding contribution to theatre" og i 2003 "Donald Buchwald Award".